# Low Deep T
Low Deep T (eig. Anthony Ikenne Oyudo) ist ein englischer House-Produzent und Sänger aus London.
Ab den 1990er Jahren produzierte er im 2 Step/UK-Garage-Genre unter dem Namen TJ Cases. 2009 erschien seine Debütsingle Music mit neuem Künstlernamen im Deep-House-Stil mit Gesang. Der Titel Casablanca erreichte 2013 Platz 1 in Bulgarien.

## Diskografie (Alben)
- 2011: Big Love
- 2012: We are One